# Tom Scharpling
Tom Scharpling  es un comediante, escritor de televisión, productor, directo de videos musicales, y conductor de radio estadounidense. Es conocido por ser el anfitrión del programa de comedia semanal de radio por Internet The Best Show with Tom Scharpling.(anteriormente The Best Show on WFMU), por ser la voz de Greg Universe en la serie animada Steven Universe y por actuar como escritor y productor ejecutivo de la serie de televisión Monk.
Scharpling también es conocido por ser escritor en Tom Goes to the Mayor and Tim and Eric Awesome Show, Great Job!. A partir de 1999, ha lanzado seis álbumes con su compañero de comedia Jon Wurster bajo el nombre Scharpling & Wurster.
Como escritor, Scharpling ha publicado en GQ, New York Magazine, y Harp. Desde 2010, Scharpling ha dirigido videos musicales para The New Pornographers, Ted Leo, Titus Andronicus, Wild Flag, Aimee Mann, Real Estate y The Ettes.

## Vida personal
Scharpling vive en Woodbridge, New Jersey con su esposa, y anterioir DJ de WFMU Terre T. Ha sido pescetariano desde aproximadamente 1994, y casi nunca consume alcohol.

## Discografía
- Rock, Rot and Rule (Stereolaffs, 1999, relanzado en 2004; Light In The Attic, 2014 [lanzamiento en vinyl])
- Chain Fights, Beer Busts and Service with a Grin (Stereolaffs, 2002)
- New Hope for the Ape-Eared (Stereolaffs, 2004)
- Hippy Justice (Stereolaffs, 2005)
- The Art of the Slap (Stereolaffs, 2007)
- A Vampire or a Dogman (Merge, 2009; de SCORE! Twenty Years Of Merge Records)
- The Best of The Best Show (Numero Group, 2015; box set retrospectivo)

### WFMU Marathon Premiums
- The Best of the Best of The Best Show on WFMU Vol. 1 (2003)
- The Best of the Best of The Best Show on WFMU Vol. 2 (2005)
- The Best You Can Do Is Be Worse Than The Best Show on WFMU (2007)
- At The Speed Of Sound (2009)
- TOM - A Best Show On WFMU Tribute to Ram (2009)
- Best Show Uncovered Vol. 1 (2010, de WFMU 24-Hour Emergency Marathon) (MP3 CD)

## Filmografía
| Televisión  | Televisión                      | Televisión             |
| Año         | Serie/Película                  | Papel                  |
| ----------- | ------------------------------- | ---------------------- |
| 1998        | Upright Citizens Brigade        | Hombre en la audiencia |
| 2003        | Aqua Teen Hunger Force          | Willie Nelson          |
| 2013        | Steven Universe                 | Greg Universe          |
| 2015        | Adventure Time                  | Jermaine               |
| 2016        | The Simpsons                    | Paul                   |
| 2019        | Steven Universe: The Movie      | Greg Universe          |
| 2019        | Steven Universe Future          | Greg Universe          |
| Videojuegos |                                 |                        |
| 2017        | Steven Universe: Save the Light | Greg Universe          |
| 2017        | Fortnite: Salvar el mundo       | DJ                     |